# Brassavola duckeana
Brassavola duckeana là một loài thực vật có hoa trong họ Lan. Loài này được Horta mô tả khoa học đầu tiên năm 1937.